# Michaela Ryan
Michaela Ryan (11 de marzo de 2002) es una deportista de Australia que compite en natación. Ganó dos medallas en los Juegos Olímpicos de la Juventud de 2018, dos medallas de plata en el Campeonato Mundial Junior de Natación de 2019 y una medalla de plata en el Campeonato Pan-Pacífico Junior de Natación de 2018.